# Sawayama
Sawayama (estilizado en mayúsculas) es el álbum de estudio debut de la cantante y compositora británico-japonesa Rina Sawayama, lanzado el 17 de abril de 2020. Es una continuación de su miniálbum debut Rina, lanzado independientemente. El álbum presenta un total de trece pistas (catorce en la edición japonesa) que están influenciadas principalmente por la música mainstream de los años 2000 como el pop, metal alternativo, rock, R&B, dance-pop entre otros géneros y fue descrito como un álbum «sobre familia e identidad» por la propia cantante. Con Sawayama contribuyendo líricamente a cada canción en el álbum, la producción para el disco fue manejada en gran parte por Clarence Clarity, presentando trabajo adicional de varios productores como Danny L Harle, Kyle Shearer, Jonathan Gilmore, Bram Inscore, Lauren Aquilina y otros. Además de su lanzamiento en versión digital y en streaming, el álbum también recibió tres ediciones en vinilo, con la única diferencia siendo el color del vinilo. 
El álbum recibió la aclamación de los críticos de música, logrando un puntaje de 89/100 en Metacritic. Tras su lanzamiento, Sawayama recibió elogios de la crítica por su flashback Y2K y naturaleza «inteligente», citando además el álbum como un «autorretrato honesto y explosivo» de la cantante. Finalmente fue incluido en varias listas de mitad de año por los críticos, como Billboard, Rolling Stone y Uproxx. El álbum también alcanzó el éxito para Sawayama en su país natal, convirtiéndose en su segunda entrada en la lista Japan Download Albums (Billboard Japan), mientras que fue su primera entrada en  UK Albums Download y Scottish Albums Chart, llegando al número treinta y sesenta en su primera semana, respectivamente. También se convirtió en la primera aparición de Sawayama en los Estados Unidos, alcanzando el número seis en la lista Billboard Heatseekers Albums.

## Antecedentes y promoción
Sawayama fue grabado en Londres y Los Ángeles. La propia artista declaró en un comunicado de prensa que el álbum «trata sobre la familia y la identidad. Se trata de entenderse en el contexto de dos culturas opuestas (para mí, británica y japonesa), lo que significa 'pertenecer' cuando el hogar es un concepto en evolución, pensando fuera de donde te sientas cómodamente dentro y torpemente fuera de los estereotipos, y en última instancia, tratando de estar bien con solo ser tú, las verrugas y todo eso».

### Sencillos
«STFU!» fue lanzado como el sencillo principal del álbum entonces no anunciado el 21 de noviembre de 2019. Es una pista de nu metal y representa un cambio de dirección para Sawayama. La canción se estrenó junto con el video musical, que fue codirigido por Ali Kurr y la propia Sawayama. El sencillo fue recibido con aclamación crítica, logrando una puntuación de 82 en el sitio web Album Of The Year (basado en críticas y críticas de usuarios).
«Comme Des Garçons (Like the Boys)» fue lanzado como el segundo sencillo del álbum, junto con el pedido anticipado del álbum, el 17 de enero de 2020. Es una canción Dance escrita sobre el empoderamiento femenino y el «rechazo de la masculinidad tradicional». Un remix de la canción fue lanzado un mes después, el 21 de febrero de 2020, con Pabllo Vittar y una nueva mezcla de Brabo. Un video musical con la mezcla original de la canción fue lanzado el 26 de febrero de 2020.
«XS» fue lanzado como el tercer sencillo oficial del álbum el 2 de marzo de 2020. Sawayama declaró que la pista «es una canción que se burla del capitalismo en un mundo que se hunde. Dado que todos sabemos que el cambio climático global se está acelerando y que la extinción humana es una posibilidad muy real en nuestra vida, me pareció gracioso que las marcas todavía salieran con nuevas paletas de maquillaje cada mes y que las figuras públicas estuvieran haciendo un recorrido gigantesco por sus propiedades en Calabasas en la misma semana que hicieron una publicación de Instagram diciendo 'triste por los incendios forestales australianos'».  Esta canción recibió críticas positivas, con Sofia Meyers de Euphoria afirmando que «si esta es la dirección en la que está yendo, todos estamos listos para lo que sigue». El 17 de abril de 2020 se lanzó un video musical de la canción. El 10 de julio de 2020 salió el un remix de la canción en colaboración con la rapera Bree Runway, con la diferencia de que la introducción es un poco diferente a la original y el verso de Bree Runway sustituyendo el segundo de la versión original de XS.
«Chosen Family» fue el cuarto sencillo que se lanzó del álbum, el 3 de abril de 2020. Una semana y media antes de la fecha oficial de lanzamiento del single, Sawayama filtró los acordes y las letras de la canción para que los fanáticos creen sus propias versiones de la pista. El día después del lanzamiento del sencillo, se subió un video a su cuenta oficial de YouTube con sus versiones favoritas de la canción hechas por los fanáticos, y un tutorial sobre cómo tocar la canción en la guitarra.
«Bad Friend» fue lanzado como el quinto sencillo del álbum el 15 de abril de 2020, dos días antes del lanzamiento del álbum. Fue lanzado después de su debut en BBC Radio 1 el mismo día. La propia Sawayama describió la canción como su favorita del álbum y declaró que fue escrita después de descubrir a través de las redes sociales que su antigua amiga cercana acababa de tener un bebé. El mismo día del lanzamiento se lanzó un video de karaoke para la canción en YouTube. El video musical fue lanzado el 20 de mayo. La canción llegó al top del Tokio Hot 100.

## Recepción de la crítica
Sawayama fue recibido con amplia aclamación de la crítica. En Metacritic, que asigna una calificación normalizada de 100 sobre la base de las críticas de los principales críticos, el álbum recibió una puntuación de 89 sobre 100, según las críticas de 14 críticos. El álbum recibió una calificación de 8.3 sobre 10 en AnyDecentMusic? y una calificación de 85 sobre 100 en Album Of The Year.
La escritora de "The Line of Best Fit", Erin Bashford, lo llamó un "disco hábilmente inteligente [que] toma temas personales y musicales, y los presenta de una manera que no parece que se haya hecho antes". También elogió las "voces fuertes y emocionales" de Sawayama y "tomar motivos y estilos de todos los géneros y épocas y curar [algo] que se siente futurista", resumiendo su crítica diciendo "Rina Sawayama es única en su tipo, y su álbum debut ciertamente no va a ser silencioso al respecto ". NME felicitó a Sawayama por ser "un primer paso emocionante de un artista sin miedo a empujar al pop a nuevos reinos". Escribiendo para Pitchfork, Katherine St. Asaph describió a Sawayama como "un flashback Y2K que es tan reverente a Evanescence y Korn como a Britney y Christina". En junio de 2020, Elton John llamó al álbum "el álbum más fuerte del año". hasta ahora "y llamó a la canción del álbum" Bad Friend "" una canción por la que Madonna moriría ". Tom Hull estaba menos impresionado, dándole un B-menos y diciendo que "la música apunta al rock de arena, a veces con un poco de disonancia, pero eso tampoco ayuda ".

### Rankings
| Publicación   | Premio                                                    | Lugar | Referencia                                                                         |
| ------------- | --------------------------------------------------------- | ----- | ---------------------------------------------------------------------------------- |
| Billboard     | Los 50 mejores álbumes de Billboard de 2020: mitad de año | N/A   | https://www.billboard.com/articles/news/list/9393973/best-albums-of-2020-so-far    |
| The Guardian  | Los mejores álbumes de 2020 hasta el momento              | N/A   | https://www.theguardian.com/music/2020/may/11/the-best-albums-of-2020-so-far       |
| Paste         | Los 25 mejores álbumes de Paste de 2020: mitad de año     | 17    | https://www.pastemagazine.com/music/best-albums/best-albums-2020-so-far/           |
| Rolling Stone | Los 50 mejores álbumes de 2020 hasta ahora                | N/A   | https://www.rollingstone.com/music/music-lists/50-best-albums-2020-so-far-1012026/ |
| Slant         | Los mejores álbumes de 2020 (hasta ahora)                 | N/A   | https://www.slantmagazine.com/music/the-best-albums-of-2020-so-far/2/              |
| Uproxx        | Los mejores álbumes de 2020 hasta ahora                   | 25    | https://uproxx.com/music/best-albums-2020-so-far-ranked/                           |

## Lista de canciones
| Sawayama lista de canciones |                                     |                                                       |                                       |          |
| No.                         | Titulo                              | Escritor(es)                                          | Productor(es)                         | Duración |
| 1.                          | "Dynasty"                           | - Rina Sawayama - Adam Crisp                          | - Clarence Clarity - Jonathan Gilmore | 3:08     |
| 2.                          | "XS"                                | - Sawayama - Chris Lyon - Kyle Shearer - Nate Campany | - Shearer - Lyon - Clarity            | 3:21     |
| 3.                          | "STFU!"                             | - Sawayama - Crisp                                    | Clarity                               | 3:23     |
| 4.                          | "Comme Des Garçons (Like the Boys)" | - Sawayama - Bram Inscore - Nicole Morier             | Inscore                               | 3:01     |
| 5.                          | "Akasaka Sad"                       | - Sawayama - Crisp                                    | Clarity                               | 3:02     |
| 6.                          | "Paradisin'"                        | - Sawayama - Crisp                                    | Clarity                               | 3:06     |
| 7.                          | "Love Me 4 Me"                      | - Sawayama - Inscore - Morier                         | Clarity                               | 3:12     |
| 8.                          | "Bad Friend"                        | - Sawayama - Jonny Lattimer                           | - Sawayama - Shearer - Gilmore        | 3:28     |
| 9.                          | "Fuck This World (Interlude)"       | - Sawayama - Crisp                                    | Clarity                               | 2:45     |
| 10.                         | "Who's Gonna Save U Now?"           | - Sawayama - Lattimer - Richard Cooper                | Clarity                               | 3:21     |
| 11.                         | "Tokyo Love Hotel"                  | - Sawayama - Lauren Aquilina - Oscar Scheller         | Clarity                               | 4:27     |
| 12.                         | "Chosen Family"                     | Sawayama                                              | - Sawayama - Danny L Harle            | 4:08     |
| 13.                         | "Snakeskin"                         | - Sawayama - Crisp - Lattimer                         | Clarity                               | 3:12     |
| Duración total:             | Duración total:                     | Duración total:                                       | Duración total:                       | 43:34    |

| Sawayama – Edición deluxe (bonus disc) |                                                                        |                                                             |                                                        |          |
| No.                                    | Titulo                                                                 | Escritor(es)                                                | Productor(es)                                          | Duración |
| 1.                                     | "Lucid"                                                                | - Sawayama - Aquilina - Michael Tucker                      | Bloodpop                                               | 3:38     |
| 2.                                     | "We Out Here"                                                          | - Sawayama - Crisp                                          | Clarity                                                | 2:57     |
| 3.                                     | "Bees & Honey"                                                         | - Sawayama - Morrier - Inscore                              | Inscore                                                | 1:47     |
| 4.                                     | "Love If We Made It (The 1975 Cover)"                                  | - Matthew Healy - George Daniel - Adam Hann - Ross McDonald | Clarity                                                | 4:04     |
| 5.                                     | "XS"(directo)                                                          | - Sawayama - Campany - Shearer - Lyon                       | - Sawayama - Gilmore                                   | 3:43     |
| 6.                                     | "STFU!" (acústico)                                                     | - Sawayama - Crisp                                          | Joseph Rodgers                                         | 3:33     |
| 7.                                     | "Bad Friend" (acústico)                                                | - Sawayama - Lattimer                                       | Rodgers                                                | 3:29     |
| 8.                                     | "Chosen Family" (acústico)                                             | - Sawayama                                                  | Rodgers                                                | 4:06     |
| 9.                                     | "Comme Des Garçons (Like The Boys)" (Brabo Remix) (Feat Pabllo Vittar) | - Sawayama - Morier - Inscore - Pahbullo Silva              | Inscore                                                | 3:42     |
| 10.                                    | "XS" (Remix) (Feat Bree Runway)                                        | - Sawayama - Campany - Shearer - Lyon - Brenda Mensah       | - Shearer - Lyon - Clarity - Valley Girl               | 3:23     |
| 11.                                    | "Bad Friend" (Dream Wife Remix)                                        | - Sawayama - Lattimer                                       | - Sawayama - Shearer - Gilmore - Ryan Harvey - Clarity | 4:14     |
| Duración total:                        | Duración total:                                                        | Duración total:                                             | Duración total:                                        | 1:22:17  |

| Sawayama – Edición japonesa (bonus track) |                  |                            |          |
| No.                                       | Titulo           | Escritor(es)               | Duración |
| 14.                                       | "Tokyo Takeover" | - Justin Tailor - Sawayama | 3:27     |
| Duración total:                           | Duración total:  | Duración total:            | 47:01    |

## Charts
| Chart (2020)                            | Máximo |
| --------------------------------------- | ------ |
| Japan Download Albums (Billboard Japan) | 65     |
| Scottish Albums (OCC)                   | 60     |
| UK Digital Albums (OCC)                 | 30     |
| UK Independent Albums (OCC)             | 8      |
| UK Independent Album Breakers (OCC)     | 2      |
| Billboard Heatseekers Albums            | 6      |
| US Independent Albums                   | 43     |

## Historial de lanzamientos
| País   | Fecha               | Formatos                                     | Versión  | Disquera  |
| ------ | ------------------- | -------------------------------------------- | -------- | --------- |
| Varios | 17 de abril de 2020 | - Descarga digital - streaming - vinilo - CD | Standard | Dirty Hit |